# Chlorophorus nivipictus
Chlorophorus nivipictus är en skalbaggsart som beskrevs av Ernst Gustav Kraatz 1879. Chlorophorus nivipictus ingår i släktet Chlorophorus och familjen långhorningar.
Artens utbredningsområde är Iran. Inga underarter finns listade i Catalogue of Life.